# Петрашек, Мартин
Мартин Петрашек (чеш. Martin Petrášek; род. 26 марта 1966, Остров) — чехословацкий и чешский лыжник, призёр чемпионата мира. Более успешно выступал в гонках классическим стилем.

## Карьера
В Кубке мира Петрашек дебютировал в 1988 году, тогда же впервые попал в десятку лучших на этапе Кубка мира. Всего имеет на своём счету 2 попадания в десятку лучших на этапах Кубка мира. Лучшим достижением Петрашека в общем итоговом зачёте Кубка мира является 23-е место в сезоне 1988/89.
На Олимпийских играх 1988 года в Калгари, занял 43-е место в гонке на 15 км классикой и 32-е место в гонке на 30 км классикой.
На Олимпийских играх 1992 года в Альбервиле, был 66-м в гонке на 10 км классикой, 55-м в гонке преследования и 24-м в гонке на 30 км классикой.
На Олимпийских играх 1994 года в Лиллехаммере стартовал в трёх гонках: 10 км классическим стилем — 71-е место, гонка преследования — 58-е место, 50 км классическим стилем — не финишировал.
За свою карьеру принимал участие в двух чемпионатах мира, на чемпионате мира-1989 завоевал бронзу в эстафете, в личных гонках лучший результат — 10-е место в гонке на 10 км классикой на чемпионате мира 1991 года.